# Macrobrachium novaehollandiae
Macrobrachium novaehollandiae is een garnalensoort uit de familie van de Palaemonidae. De wetenschappelijke naam van de soort is voor het eerst geldig gepubliceerd in 1908 door De Man.